# Sielsowiet plechowski
Sielsowiet plechowski (ros. Плеховский сельсовет) – jednostka administracyjna (osiedle wiejskie) wchodząca w skład rejonu sudżańskiego w оbwodzie kurskim w Rosji.
Centrum administracyjnym sielsowietu jest sieło Plechowo.

## Geografia
Powierzchnia sielsowietu wynosi 47,59 km².

## Historia
Status i granice sielsowietu zostały określone ustawami z 2004 i z 2010 roku.

## Demografia
W 2017 roku sielsowiet zamieszkiwało 648 mieszkańców.

## Miejscowości
W skład sielsowietu wchodzi jedynie Plechowo.